# Girls’ Night Out
Girls’ Night Out (Originaltitel: Rough Night) ist eine Filmkomödie von Lucia Aniello, die am 16. Juni 2017 in die US-amerikanischen und am 29. Juni 2017 in die deutschen Kinos kam. Das Drehbuch zum Film schrieb Aniello gemeinsam mit Paul W. Downs.

## Handlung
2006:
Die Freundinnen Jess, Blair, Alice und Frankie besuchen eine Halloweenparty in ihrer Studentenverbindung. Ihre gute Stimmung schwankt jedoch, als sie an Jess’ anstehenden Auslandsaufenthalt in Australien erinnert werden. Sie schwören sich, auch nach dem College Freundinnen zu bleiben, und sich nie aus den Augen zu verlieren.
2016:
Jess führt ein nahezu perfektes, aber auch anstrengendes Leben als Nachwuchspolitikerin und kandidiert gerade für einen Sitz im Senat ihres Bundesstaates. Im Vorfeld der Hochzeit mit ihrem Verlobten Peter ist ein aufregendes Junggesellinnenabschieds-Wochenende in Miami geplant. Natürlich dürfen hier ihre Freundinnen Blair, eine mittlerweile geschiedene Business-Lady aus New York, Frankie, eine arbeitslose Hippie und Alice, die immer noch bei ihrer Mutter lebt, nicht fehlen. In Miami möchte Alice ihre beste Freundin Jess unter anderem mit einem Sortiment sexualisierter Junggesellinnenabschieds-Accessoires in Party-Stimmung versetzen, jedoch ist Jess mit der Zeit deutlich erwachsener geworden. Während des Abendessens im Restaurant kommt auch Pippa „Kiwi“ an, welche Jess während ihres Aufenthalts in Australien kennengelernt hatte. Sowohl direkt im Restaurant als auch später im Club bemerkt man, wie die eifersüchtige Alice Pippa ausschließen möchte.
Zurück in ihrer Villa erwarten die Freundinnen einen Stripper, als ein Mann bei ihnen klingelt. Dieser tanzt zunächst auch für Jess, erleidet dann aber durch Alices Übermut versehentlich einen tödlichen Unfall, woraufhin die verzweifelten Frauen nun eine Leiche verschwinden lassen müssen. Überwachungskameras, aufdringliche Nachbarn sowie Streitigkeiten unter den Mädchen erschweren die Sache wesentlich. Trotz mehrerer Versuche gelingt es ihnen nicht, den Körper aus dem Haus zu schaffen. Als später ein Polizist auftaucht, der Frankie betatscht und von ihr ausgeknockt wird, entdecken die Freundinnen, dass dies der eigentliche Stripper ist und grübeln, wen sie umgebracht haben. Nachdem zwei weitere vermeintliche Polizisten auftauchen, die den Toten als Räuber outen, scheint die Situation aufgelöst. Jedoch schweben Jess und ihre Freundinnen nun in großer Gefahr, da sich beide als dessen Komplizen entpuppen, die nach Diamanten suchen.
Peter, der sich Sorgen gemacht hatte und seiner Verlobten panisch unter Einfluss übermäßig viel Koffeins und anderer Substanzen hinterher gefahren war, kann die Situation zum Wohle aller retten und die beiden heiraten spontan noch in Miami. Da die jungen Frauen drei Verbrecher dingfest gemacht hatten, müssen sie keine Angst vor juristischen Konsequenzen haben und vor allem Jess profitiert von dem Vorfall, da dieser ihre politische Karriere vorantreiben wird. Überdies stößt Alice nach der Rückkehr zufällig auf die Diamanten.

## Produktion

### Stab
Regie führte Lucia Aniello, die gemeinsam mit Paul W. Downs auch das Drehbuch zum Film schrieb. Dieses landete im Jahr 2015 auf der Blacklist der besten unverfilmten Ideen Hollywoods.

### Besetzung und Dreharbeiten
Scarlett Johansson verkörpert die Nachwuchspolitikerin Jess, deren Junggesellinnenabschied die fünf Freundinnen in Miami feiern. Pippa wird von Kate McKinnon gespielt. Zoë Kravitz übernahm die Rolle von Blair, Ilana Glazer spielt Frankie, und Jillian Bell wurde in der Rolle von Alice besetzt. Das US-amerikanische Model Ryan Cooper hat einen Auftritt als vermeintlicher Stripper Scotty, der zu Tode kommt. Ty Burrell spielt Pietro, und Demi Moore ist in der Rolle von Lea zu sehen. Paul W. Downs, der gemeinsam mit Lucia Aniello auch das Drehbuch zum Film schrieb, spielt Peter. In der deutschen Synchronisation wird Jess von Luise Helm gesprochen, Tanya Kahana zeichnet für die stimmliche Darstellung von Pippa verantwortlich, Anne Helm deutschte Blairs Sprechpart ein, Julia Kaufmann spricht Frankie und Magdalena Turba übernahm die Synchronisation von Alice.
Die Dreharbeiten fanden im Staat New York statt, beginnend im August 2016 in Saddle Rock auf Long Island, dann im September 2016 in Mount Vernon, sowie unter anderem am East Beach Drive in Southampton. Weitere Außenaufnahmen entstanden am Hermosa Beach in Kalifornien.

### Filmmusik
Die Filmmusik komponierte Dominic Lewis. Zu den auf dem Soundtrack enthaltenen Songs gehören zudem unter anderem Headphones von Adam Brock, Conga von Enrique Elias Garcia in der von Gloria Estefan gesungenen Version, The Beautiful People von Marilyn Manson und My Neck, My Back (Lick It) von Khia. Zudem finden sich die Ouvertüre aus der Suite Nr. 2 h-Moll BWV 106 und Wohl mir, dass ich Jesum habe – Jesus bleibet meine Freude von Johann Sebastian Bach in der verwendeten Musik, das vom Moskauer Kammerorchester unter der Leitung von Constantine Orbelian eingespielt wurde. Ein weiteres klassisches Stück aus dem Film ist Ein Sommernachtstraum von Felix Mendelssohn Bartholdy.

### Veröffentlichung
Nachdem der ursprünglich vorgesehene Originaltitel Rock That Body in Rough Night geändert worden war, kam der Film am 16. Juni 2017 in die US-amerikanischen und am 29. Juni 2017, als Girls’ Night Out, in die deutschen Kinos.

## Rezeption

### Altersfreigabe
In Deutschland ist der Film FSK 12. In der Freigabebegründung heißt es: „Der Film ist für Kinder ab 12 Jahren als vollkommen übertriebene Komödie ohne Bezug zu ihrer Lebenswelt erkennbar. Der Drogen- und Alkoholkonsum der Freundinnen wird nicht verherrlicht und auch die vulgären Dialoge sowie der teils sexualisierte Humor entfalten durch die slapstickhafte Geschichte keine nachhaltige Wirkung.“

### Kritiken
Jenni Zylka vom Tagesspiegel fühlt sich an die rhetorische Figur von Wein, Weib und Gesang erinnert: „Der Wein ist Koks, das Weib ein männlicher Stripper […], der Gesang das nie verstummende Schreien, Streiten, Diskutieren der fünf Frauen.“ Zylka erklärt weiter, Lucia Aniello und ihr Koautor Paul W. Downs schafften eine Versuchsanordnung, die die Gendersymbolik in herkömmlichen Komödien analysiere, sie dabei aber um 180 Grad drehe: „Ihr Werk besteht den Bechdel-Test […] mit summa cum laude.“ Die Regisseurin kreiere eine Welt, in der es tatsächlich gleichberechtigt zugehen könnte, so Zylka, in der Frauen ganz selbstverständlich Personen mit Humor, Sexdrive, Job, den besten Sprüchen und den zupackendsten Händen seien. Zylka resümiert: „Zusammen mit dem gelungenen Genrefilm Wonder Woman stärkt Girl’s Night Out die Hoffnung, dass notwendige feministische Wahrheiten langsam im bornierten Hollywood ankommen. Dass sich tatsächlich etwas ändert.“

### Einspielergebnis
Den Produktionskosten von rund 20 Millionen US-Dollar stehen bislang weltweite Einnahmen aus Kinovorführungen in Höhe von 44,4 Millionen US-Dollar gegenüber. In Deutschland verzeichnet der Film bislang 410.700 Besucher.